# 足川村
足川村（あしかわむら）は、千葉県海上郡に存在した村。旭市の地名として現存する。

## 地理
現在の旭市、旧旭市の南部に位置する。
村には九十九里浜があり、太平洋に面していて、ほとんどは平地である。

## 歴史
- 1889年（明治22年）4月1日 - 町村制施行に伴い、近世以来の足川村が単独で自治体を形成。
- 1914年（大正3年）12月12日 - 浦賀村と合併し、改めて浦賀村を新設。同日足川村廃止。

| 1868年 以前 | 1868年 以前 | 明治22年 4月1日 | 大正3年 12月12日 | 大正4年 10月1日 | 昭和29年 | 昭和29年 | 現在 |
| 1868年 以前 | 1868年 以前 | 明治22年 4月1日 | 大正3年 12月12日 | 大正4年 10月1日 | 2月11日  | 7月1日   | 現在 |
| ----------- | ----------- | --------------- | ---------------- | --------------- | -------- | -------- | ---- |
|             | 足川村      | 足川村          | 浦賀村           | 矢指村 に改称   | 旭町     | 市制     | 旭市 |

## 人口
総数 [単位： 人]
| 1891年（明治24年） | 361   |
| 1903年（明治36年） | 1,007 |
| 1912年（大正元年） | 980   |